# 프레지덴셜 메모랜덤
프레지덴셜 메모랜덤(Presidential memorandum)은 미국 대통령이 작성하는 메모를 말한다. 행정명령과 개념상 명확한 구별이 된 것은 아니지만, 일반적으로 행정명령 보다는 덜 중요한 것으로 여겨진다. 대통령 교서(presidential letters)라고도 부른다.
대통령 확인(presidential determination), 불승인 메모(memorandum of disapproval), 권고 메모(hortatory memorandum)의 세가지가 있다.
대한민국 헌법은 미국식 대통령제를 수입하여, 모든 대통령의 행위를 문서로써 하게 요구하고 있다.

## 대통령 확인
대통령 확인(presidential determination) 또는 대통령 인정(presidential finding)은 정부가 특정한 조치를 취하기 전에 문서로 확인해 줄 것이 필요한 때에 작성한다. 예를 들면, 특정 국가에 대한 경제재제(sanctions) 조치가 취해질 경우, 대통령 확인 메모가 작성된다. 대내외에 대통령의 확인증, 각서 등이 필요할 경우, 공개적으로,또는 비밀리에 대통령 확인 메모를 써준다.

## 불승인 메모
대통령 인정 메모에 반대되는, 대통령 반대 메모이다. 공개적으로 거부할 때에 사용한다.

## 권고 메모
권고 메모(hortatory memorandum)는 광범위한 정책 성명을 내는 것이다. 행정부의 기관들에 대한 지시는 대통령 포고(Presidential Proclamation)로 한다.

## 같이 보기
- 대통령 포고
- 대통령 지시